# وفقا لجيم
وفقا لجيم (بالإنجليزية: According to Jim)‏ مسلسل تلفزيوني أمريكي بطولة جيم بيلوشي في دور البطولة باعتباره أب لخمسة أطفال من الضواحي. كان يعرض على قناة أي بي سي من 3 أكتوبر 2001 حتى 2 يونيو 2009.

## الملخص
جيم هو الأب المحبوب في الضواحي. مثل الكثير من نظائرة في الحياة الحقيقية فإن جيم يتسم بالطابع المحب لموسيقى البلوز، فضلا عن كونه مشجع لفريق شيكاغو بيرز وشيكاغو الأشبال وشيكاغو بولز وبلاك هوك شيكاغو. جيم وشيريل يقومون بتربية خمسة أطفال—روبي، غراسي، كايل، جوناثان وغوردون. طوال فترة عرض المسلسل لم يتم كشف النقاب عن لقب الأسرة.
جيم غالبا ما يجد نفسه في حالة من الفوضى والكسل مما يجعله يبحث عن طرق بديلة لتسيير الأمور مع أقل جهد ممكن. شقيق شيريل اندي قد يكون أفضل صديق لجيم، وأختها دانا كثيرا ما تنحاز لفريق شيريل ضد جيم.

## التاريخ
العرض الأول تم بعد عرضة بعد مفاجأة بث الفيلم الكوميدي زوجتي وأطفالي، وتطور بسرعة وحصل على جمهور كبير من تلقاء نفسه. في الموسم الثاني قامت أي بي سي بوضعه على خريطة يوم الثلاثاء على خط المتابعة، التي شملت أيضا مسلسلات جون ريتر 8 قواعد بسيطة، بوني هانت في الحياة مع بوني ومسلسل أقل من الكمال. من أسبوع لأسبوع استقطب العرض المزيد والمزيد من المشاهدين، ليصبح ثاني أكثر مسلسل مشاهدة لشبكة ايه بي سي من المسرحيات الهزلية. المسلسل أظهر أداء جيدا إلى حد أن الشبكة تقدمت بخطوة خطرة: وضع جيم في المنافسة أمام شبكة ان بى سى ومسلسل فراسير. على الرغم من أن جيم لم يفوز في المنافسة، ولكنه قدم أداء جيدا بما فيه الكفاية لتأمين تلك البقعة على جدول خريف عام 2003.
أعلن في 15 مايو، 2007، عن أن وفقا لجيم لن يجدد لموسم آخر. مدير الترفيه الرئيس ستيفن ماكفرسون في ايه بى سى قال «اننا نتحدث قي الاستوديو قي محاولة لمعرفة ما إذا كان هناك شيء من الناحية المالية يمكن القيام بها للوصول إلى اتفاق من شأنه أن يجعل الأمر ذا معنى بالنسبة لنا». ولكن يوم 27 حزيران 2007، جددت أي بي سي العرض للموسم السابع ب18 حلقة.
وفقا لجيم عاد إلى الجدول الزمني على ايه بي سي يوم الثلاثاء 1 يناير 2008 مع اثنين من الحلقات في الساعة 9 مساء و 9:30 مساء بعد ذلك انتقل إلى الميعاد المنتظم في الساعة 8 مساء. على الرغم من إضراب الكتاب، أعلنت أي بي سي أن المسلسل سوف ينتج ال18 حلقة الخاصين بهذا الموسم.
أفادت الأنباء في 27 فبراير، 2008، أن المؤسسة على وشك تجديد وفقا لجيم للموسم الثامن. في 13 مايو، 2008، جددت أي بي سي رسميا سلسلة الموسم الثامن وبدأ البث يوم 2 ديسمبر، 2008. تركت كيمبرلي ويليامز بيزلي العرض في بداية الموسم الثامن،  إلا أنها ظهرت كضيف في الحلقة الأخيرة من الموسم.
في ديسمبر 2008، أشار النجم لاري جو كامبل ان الكواليس قد دمرت، مشيرا إلى أن هذه السلسلة قد ألغيت، ولكن خاتمة السلسلة كان قد تم تسجيلها. بعد بث الحلقات الست الأولى من الموسم الثامن في شهر ديسمبر، عاد وفقا لجيم إلى الجدول الزمني لايه بي سي في 14 أبريل، 2009 من أجل الحلقات النهائية ال12.
ختام سلسلة وفقا لجيم بث يوم 2 يونيو، 2009 على أي بي سي، وكان بعنوان «السماء قي مقابلة الجحيم».
اعتبارا من يوليو 18، 2009، تبث أي بي سي إعادة لوفقا لجيم ليلة يوم الجمعة في 9 و 9:30 بعد كل الحلقات الجديدة من مسلسلات يبقون على قيد الحياة في الضواحي والأسرة غود.
بتاريخ 1 أكتوبر 2009، سينضم وفقا لجيم طوكيو برودكاستنغ سيستم في 4 و 4:30 بعد بث منزل باين ويؤدي إلى مسلسل أصدقاء. 

## طاقم الممثليين
- جيم بيلوشي—جيم
- كورتني ثورن سميث—شيريل
- كيمبرلي ويليامز بيزلي—دانا (الفصول 1-7، ضيفة الموسم 8)
- لاري جو كامبل—اندي
- تايلور اتاليان—روبي
- بيللى برونو—جرايسي
- كونر رايبرن—كايل (الفصول 4-8)

شارك في بطولة
- ميتش روس—ريان (الفصول 4-6، 8)
- مو كولينز—إميلي (الفصول 7-8)
- جاكي ديباتين—ماندي (الموسم 8)

## تصنيف التلفزيون الأمريكي
ترتيب الموسم (على أساس متوسط مجموع المشاهدين في الحلقة) لوفقا لجيم على أي بي سي.
ملاحظة: كل شبكة تلفزيون اميركي تبدأ الموسم في أواخر أيلول / سبتمبر وتنتهي في أواخر أيار / مايو، والذي يتزامن مع انتهاء جوائز أيار / مايو.
| الموسم | بداية الموسم   | ختام الموسم  | موسم التلفزيون | التصنيف | المشاهدين (بالملايين) |
| 1st    | 3 أكتوبر 2001  | 15 مايو 2002 | 2001-2002      | # 55    | 10.00                 |
| 2nd    | 1 أكتوبر 2002  | 20 مايو 2003 | 2002-2003      | # 49    | 10.60                 |
| 3rd    | 23 سبتمبر 2003 | 25 مايو 2004 | 2003-2004      | # 51    | 9.93                  |
| 4th    | 21 سبتمبر 2004 | 17 مايو 2005 | 2004-2005      | # 46    | 10.07                 |
| 5th    | 20 سبتمبر 2005 | 2 مايو 2006  | 2005-2006      | # 90    | 6.70                  |
| 6th    | 3 يناير 2007   | 16 مايو 2007 | 2006-2007      | # 121   | 6.65                  |
| 7th    | 1 يناير 2008   | 27 مايو 2008 | 2007-2008      | # 171   | 4.58                  |
| 8th    | 2 ديسمبر 2008  | 2 يونيو 2009 | 2008-2009      | # 149   | 4.51                  |

التصنيف الاسبوعي لوفقا لجيم، الموسم 8 على أي بي سي.
| حلقة # | العنوان                    | الهواء التاريخ | موعدها        | المشاهدين (م) |
| ------ | -------------------------- | -------------- | ------------- | ------------- |
| 1      | "البطنية"                  | 2 ديسمبر 2008  | الثلاثاء 9:00 | 6.15          |
| 2      | " أفضل صديق جديد"          | 2 ديسمبر 2008  | الثلاثاء 9:30 | 5.51          |
| 3-     | "جيمي McFame"              | 9 ديسمبر 2008. | الثلاثاء 9:00 | 5.05          |
| 4      | "اقتراح اندي "             | 9 ديسمبر 2008. | الثلاثاء 9:30 | 5.34          |
| 5      | "اثنان من أجل المال".      | 16 ديسمبر 2008 | الثلاثاء 9:00 | 5.13          |
| 6.     | "الحجرة بويز"              | 30 ديسمبر 2008 | الثلاثاء 9:30 | 3.77          |
| 7      | " دافع الأنا"              | 14 أبريل 2009  | الثلاثاء 8:00 | 4.70          |
| 8%     | "الدب يوجا"                | 14 أبريل 2009  | الثلاثاء 8:30 | 4.25          |
| 9      | "سحق كايل "                | 21 أبريل 2009  | الثلاثاء 8:00 | 3.73          |
| 10     | "هدية ذات مغزى"            | 21 أبريل 2009  | الثلاثاء 8:30 | 3.71          |
| 11     | "طريقة الأب"               | 28 أبريل 2009  | الثلاثاء 8:00 | 3.43          |
| 12     | "العلاج الطبيعي"           | 28 أبريل 2009  | الثلاثاء 8:30 | 3.71          |
| 13     | "الأكثر برودة "            | 12 مايو 2009   | الثلاثاء 8:00 | 3.94          |
| '      | "جيم السعيد "              | 12 مايو 2009   | الثلاثاء 8:30 | 3.90          |
| '      | "ملك المغفلين"             | 26 مايو 2009   | الثلاثاء 8:00 | 3.87          |
| 16     | "أنا بكره الطريق السامي"   | 26 مايو 2009   | 8:30 الثلاثاء | 3.87          |
| '      | "الماس هي أفضل صديق للغول" | 2 يونيو 2009   | الثلاثاء 8:00 | 4.10          |
| '      | "السماء قي مقابلة الجحيم"  | 2 يونيو 2009   | الثلاثاء 8:30 | 4.10          |

## الإفراج عن دي في دي
صدر من يونزجيت للترفيه المنزلي (بموجب ترخيص من استوديوهات سي) الموسم 1 لمسلسل وفقا لجيم على دي في دي في تشرين الأول / أكتوبر 21، 2008.

## القنوات التي عرضت المسلسل
- الولايات المتحدة : وفقا لجيم (ايه بي سي، TBS) (1 أكتوبر 2009 في الرابعة مساء) [11]
- ألبانيا : Jeta sipas Xhimit (تلفزيون كلان)
- أستراليا : وفقا لجيم (شبكة سبعة، Fox8)
- النمسا : جيم على حق دائما !   (أو أر أف 1)
- بلجيكا : وفقا لجيم (في تي-4)
- البرازيل : وفقا لجيم (SBT، سوني للتلفزيون والترفيه)
- بلغاريا : Питайте Джим (إسأل جيم) (القناة)
- كندا : وفقا لجيم (سي تي، اومني 1، Citytv)
- كرواتيا : Svijet بريما Jimu (الكرواتية Radiotelevision، نوفا التلفزيونية) [25]
- الدنمارك : وفقا لجيم (TV3 +)
- فنلندا : Perheen kalleudet (MTV3)
- ألمانيا : Immer يدر جيم (ار تى ال الثاني)
- الهند : وفقا لجيم (نجوم العالم)
- إسرائيل : החיים לפי ג 'ים (الأسرة ساخن / نعم النجوم قاعدة)
- إيطاليا : لوس انجليس لفيتا secondo جيم (فوكس)
- مقدونيا : Како ќе каже Џим (A1)
- جزر المالديف : وفقا لجيم (نجوم العالم)
- الجبل الأسود : بريما Jimu (تليفزيون أطلس)
- هولندا : وفقا لجيم (SBS6، فيرونيكا)
- نيوزيلندا : وفقا لجيم (TV2)
- النرويج : وفقا لجيم (TV3) النرويج ()
- باكستان : وفقا لجيم (نجوم العالم)
- بولندا : [وي lepiej جيم (جيم يعرف أفضل) (كوميدي سنترال)
- البرتغال : يا موندو دي جيم (فوكس الحياة)
- رومانيا : Vorba لو 'جيم (تفر 1)
- سلوفاكيا : Bláznivý Jimmov život (Markíza)
- سلوفينيا : Jimova družina (قناة ألف)
- سويسرا : لوس انجليس لفيتا secondo جيم (TSI1/RSI لوس انجليس 1)
- إسبانيا : الموندو según جيم (لا سيكستا)
- السويد : Jims värld (كوميدي سنترال TV3)
- وفقا لجيم (ام بي سي 4)
- المملكة المتحدة : وفقا لجيم (LIVINGtv)